# Иперкалос
Иперкалос (на гръцки: Υπέρκαλος πύργος) е археологически обект, кула край град Кавала, Гърция.

## Местоположение
Кулата е част от стените на цитаделата на Кавалската крепост, разположена в северозападната част на стария град.

## История
Кулата е единствената запазена част от византийското укрепление и негова важна част, но след осмаснското преустройство на крепостта в 1425 година тя остава без особена отбранителна стойност.
Името на кулата – от старогръцки „много красив“ – идва от надпис върху нея, който призовава за божествена защита и възхвалява красотата ѝ: Πῦργε θεοστήρικτε Θεό(ς) σέ σκέπει: ὡς ὑπέρκαλον ὄντα πάντων τῶν πύργων.
Кулата е изградена в поне три строителни фази с каменни конструкции с различни размери и фрагменти от тухли. Долната част на кулата принадлежи към раннохристиянския период, горната към началото на средновизантийския период.
При изграждането и преустройството ѝ е използван вторичен материал. Характерно е разполагането в хоризонтално разположение на материали от по-стара сграда североизточно от кулата. На една от тези мраморни сгради е гравиран в два стиха и надписът. Гравирането на надписа е схематично и е възможно да е продукт на импровизация на място от майстор. Това предположение се подсилва от факта, че не споменава владетел или ктитор.
Кулата вероятно датира от годините на император Лъв IV Хазар (775 – 780) или Лъв V Арменец (813 – 820). Най-вероятната епоха е управлението в Кавала на кесар Алексий Муселе в началото на IX век. Муселе, зет на император Теофилос, се установява в Христополис след 830 година – период на български набези, поради които Алексий укрепва крепостната стена на града и съответно най-вероятно построява и голямата кула.
За византийския замък кулата е възлова, тъй като свързва крепостта с преградната стена, минаваща перпендикулярно на Виа Егнация от морето до височините над Кавала, по линията на Акведукта.
Кулата е единствената част от византийското укрепление, която е включена в османската крепост от 1425 година и нейния окончателен вид от 1530 година.

## Описание
Фасадата на кулата е 6 m, като от стената излиза 4,35 m. Дебелината на страните е около 1,90 m, а на страната към стената 1,40 m. Най-ранната строителна фаза е изградена с добре обработени правоъгълни сгради, единични плочи или насложени върху вертикалните фуги на редки интервали, мраморни сполии и зона от три реда плочи. В долната част на кулата камъните са по-правилни, отколкото в частта над архитектурните елементи. Сполиите се използват с декоративно разположение в четири слоя, от които три проникват в дебелината на зидарията, а един междинен я покрива. В един от тези антични архитектурни елементи е гравиран и надписът.
Строителната техника според Костас Цурис позволява датирането на кулата в средата на IX век.